# Horst Menge
Horst Menge (* 9. Januar 1925) ist ein ehemaliger deutscher Fußballspieler, der zwischen 1950 und 1953 für die BSG Mechanik/Motor Gera in der höchsten Spielklasse des DDR-Fußballs, der DDR-Oberliga, aktiv war.

## Sportliche Laufbahn
Nach der Fusion der beiden Betriebssportgemeinschaften (BSG) Gera-Süd und RFT Gera im September 1950 zur BSG Mechanik Gera erschien der 25-jährige Horst Menge im Kader der neu zusammengestellten Fußballmannschaft für die Oberligasaison 1950/51. Er wurde von Trainer Erich Dietel vom 1. Spieltag an eingesetzt und bestritt als Stürmer 32 der 34 Punktspiele, kam aber nur zu einem Torerfolg. Auch in der Saison 1951/52, in der die Geraer als BSG Motor antraten, gehörte Menge mit 32 Einsätzen bei 36 Oberligaspielen zum Spielerstamm. Auch die neuen Trainer Walter Gloede und Oskar Büchner setzten ihn wieder im Angriff ein, und er spielte fast ausnahmslos als Linksaußenstürmer. In dieser Spielzeit gelangen ihm sechs Punktspieltore. Seine letzten Spiele in der DDR-Oberliga bestritt Menge 1952/53. Bis zum 9. Spieltag spielte er als Linksaußen in sieben Partien und schoss in der Begegnung des 9. Spieltages Wismut Aue – Motor Gera (4:3) sein letztes Tor für Gera. Danach kam Menge nur noch zweimal in der Rückrunde zum Einsatz. Am Saison Ende musste Gera aus der Oberliga absteigen.
In den Spielzeiten 1953/54 und 1954/55 fehlte er völlig im Aufgebot der nun in der zweitklassigen DDR-Liga als BSG Wismut spielenden Mannschaft. Er tauchte nur noch in einem Spiel der Übergangsrunde 1955 auf, die zum Wechsel zur Kalenderjahr-Saison im Herbst ausgetragen wurde.